# Silvia Rovira Planas
Pour les articles homonymes, voir Rovira et Planas.
Silvia Rovira Planas, née le 15 décembre 1967 à Cardona est une ancienne coureuse cycliste espagnole, spécialiste de VTT cross-country.

## Palmarès en VTT

### Jeux Olympiques
- Sydney 2000
  - 14e du VTT cross-country

### Championnats du monde
- Cairns 1996
  - 22e au championnat du monde de cross-country
- Château-d'Œx 1997
  - 19e au championnat du monde de cross-country
- Mont Sainte-Anne 1998
  - 24e au championnat du monde de cross-country
- Åre 1999
  - 10e au championnat du monde de cross-country
- Vail 2001
  - 16e au championnat du monde de cross-country
- Kaprun 2002
  - 22e au championnat du monde de cross-country
- Lugano 2003
  - 15e au championnat du monde de cross-country

### Championnats d'Europe
- 1995
  -  Médaillée d'argent de cross-country
- 1996
  - 9e de cross-country
- 1997
  - 6e de cross-country
- 1999
  - 10e de cross-country
- 2001
  - 8e de cross-country

### Championnats d'Espagne
- 1993
  - 3e de Championne d'Espagne de cross-country
- 1994
  -  Championne d'Espagne de cross-country
- 1995
  -  Championne d'Espagne de cross-country
- 1996
  - 2e de Championne d'Espagne de cross-country
- 1997
  - 2e de Championne d'Espagne de cross-country
- 1998
  - 2e de Championne d'Espagne de cross-country'
- 1999
  - 2e de Championne d'Espagne de cross-country
- 2000
  -  Championne d'Espagne de cross-country
- 2001
  - 2e de Championne d'Espagne de cross-country
- 2002
  - 3e de Championne d'Espagne de cross-country
- 2003
  - 3e de Championne d'Espagne de cross-country

### Autre
- 2003
  - Ramales (cross-country)